# Copa burundesa de futbol
La copa burundesa de futbol és la màxima competició futbolística per eliminatòries de Burundi i la segona en importància després de la lliga burundesa.

## Historial
Font:
Copa de Burundi
- 1982:  Vital'O
- 1983:  Inter FC
- 1984:  Inter FC
- 1985:  Vital'O
- 1986:  Vital'O
- 1987:  Muzinga FC
- 1988:  Vital'O
- 1989:  Vital'O
- 1990:  AS Inter Star [a]
- 1991:  Vital'O
- 1992:  Prince Louis FC
- 1993:  Vital'O
- 1994:  Vital'O
- 1995:  Vital'O
- 1996:  Vital'O
- 1997:  Vital'O
- 1998:  Elite FC
- 1999:  Vital'O
- 2000:  Atletico
- 2001-2010: desconegut

| Temporada                           | Campió                              | Resultat                            | Finalista                           |
| Coupe du Président de la République | Coupe du Président de la République | Coupe du Président de la République | Coupe du Président de la République |
| ----------------------------------- | ----------------------------------- | ----------------------------------- | ----------------------------------- |
| 2011                                | LLB Académic                        | 0-0 (6-5 p)                         | Athlético Olympic FC                |
| 2012                                | LLB Académic                        | 1-0                                 | Vital'O FC                          |
| Coupe de la Confédération           |                                     |                                     |                                     |
| 2013                                | Académie Tchité FC                  | 0-0 (p.)                            | LLB Académic                        |
| Coupe du Président de la République |                                     |                                     |                                     |
| 2014                                | LLB Académic                        | 1-1 (4-3 p)                         | Le Messager Ngozi                   |
| 2015                                | Vital'O FC                          | 2-2 (4-3 p)                         | Athlético Olympic FC                |
| 2016                                | Le Messager Ngozi                   | 1-1 (prò.) (4-3 p)                  | Vital'O FC                          |
| 2017                                | Olympic Star Muyinga FC             | 2-1 (prò.)                          | Le Messager Ngozi                   |
| 2018                                | Vital'O FC                          | 3-1                                 | Delta Star                          |
| 2019                                | Aigle Noir FC                       | 3-1                                 | Rukinzo FC                          |
| 2020                                | Musongati FC                        | 1-1 (prò.) (5-4 p)                  | Rukinzo FC                          |
| 2021                                | Bumamuru Standard FC                | 3-1                                 | Flambeau du Centre FC               |
| 2022                                | Bumamuru Standard FC                | 3-1                                 | Flambeau du Centre FC               |
| 2023                                | Aigle Noir FC                       | 3-1                                 | Bumamuru Standard FC                |
| 2024                                | Rukinzo FC                          | 2-1                                 | Flambeau du Centre FC               |

1. ↑  Existeixen dubtes de si el vencedor d'aquesta edició fou Inter FC o Inter Star.